# Bateau-mouche
Bateau-mouche è un termine in lingua francese utilizzato per indicare i traghetti utilizzati per il turismo fluviale nelle città di Parigi e Lione.

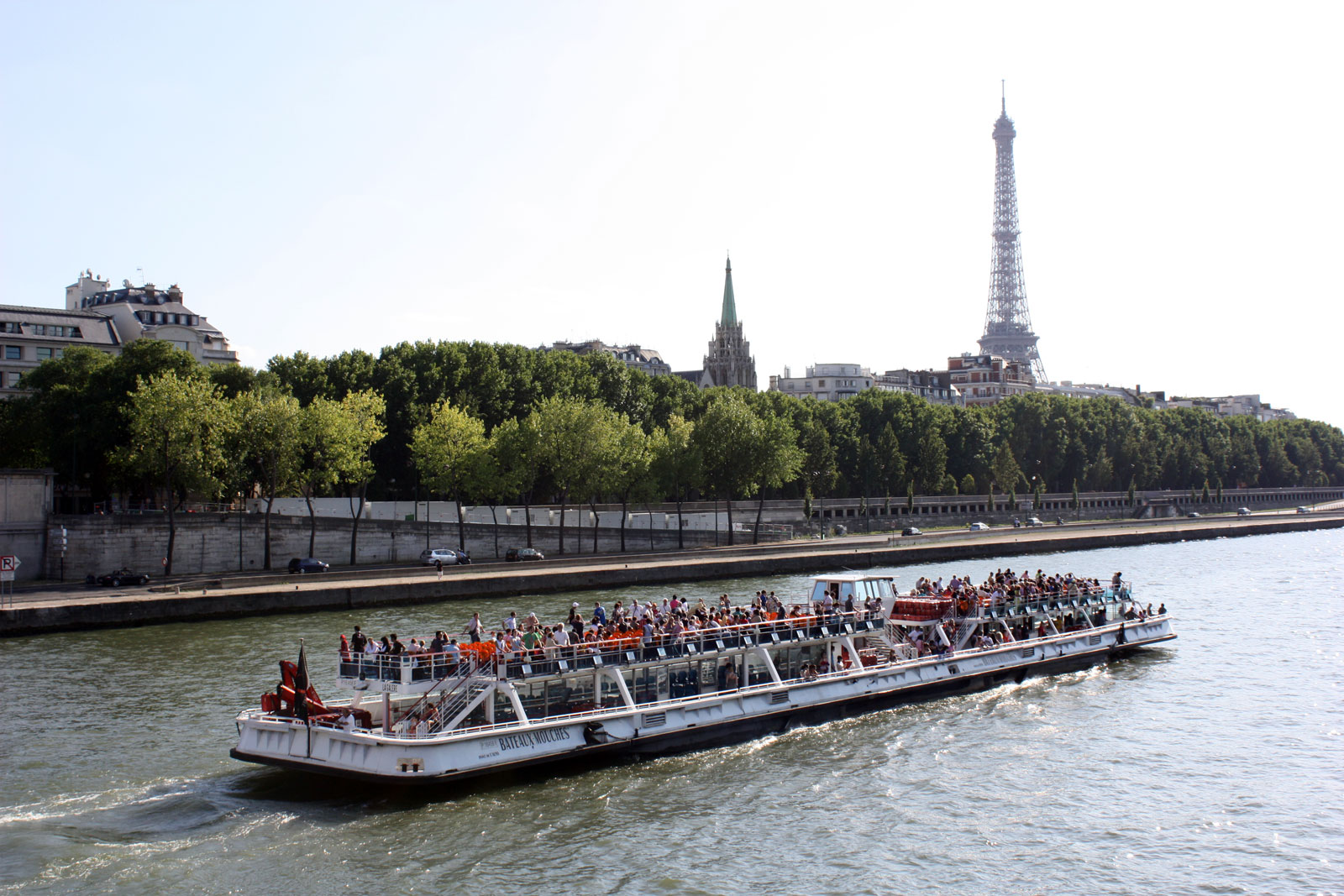
Un Bateau-Mouche

## Storia
Il termine è un marchio registrato nel 1950 dalla Compagnie des Bateaux Mouches, noto operatore del settore, ed è stato creato da Jean Bruel (1917-2003). Il termine è entrato nel linguaggio colloquiale per riferirsi alle imbarcazioni che portano i turisti lungo il fiume, anche non gestite da tale azienda.

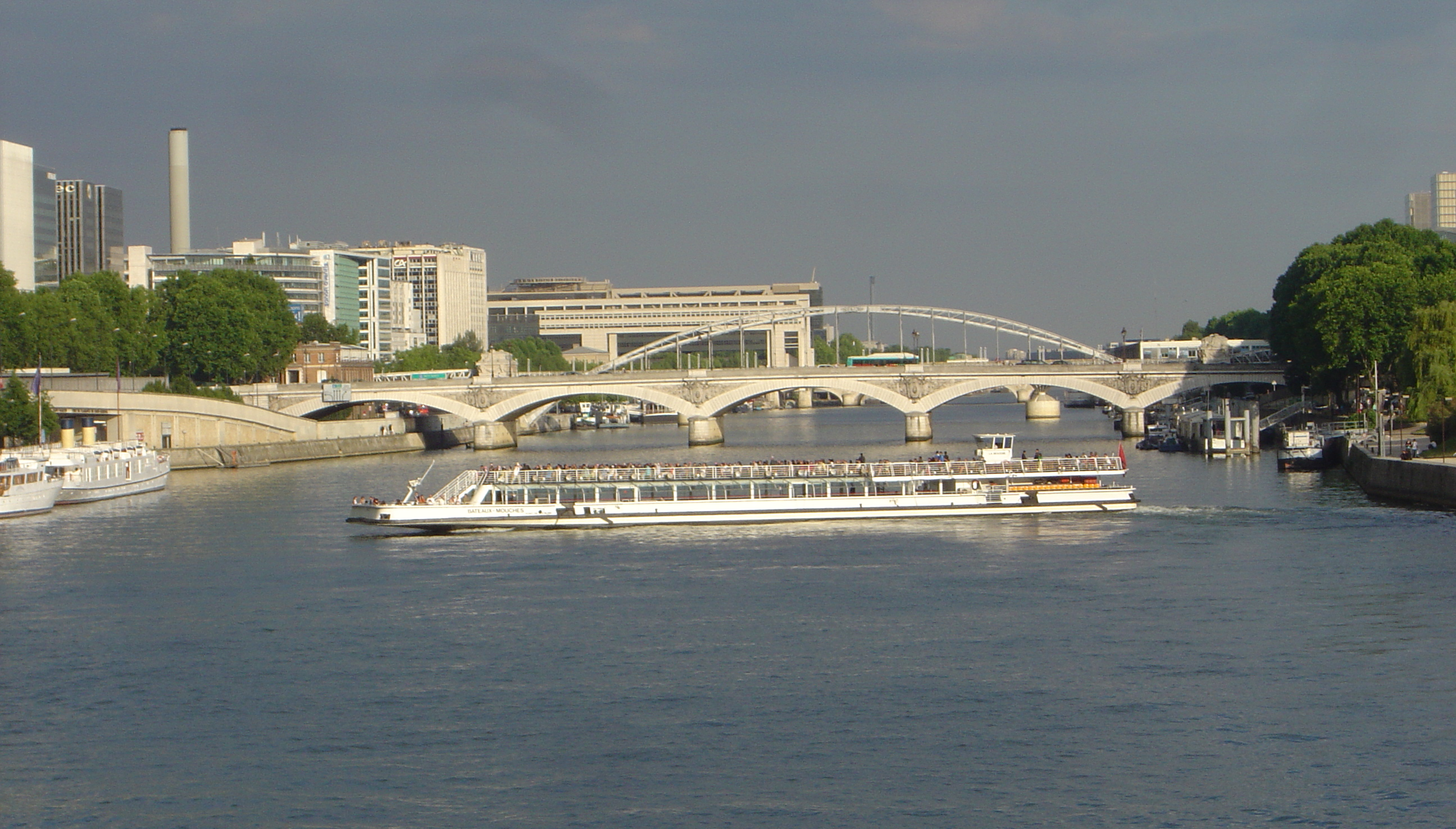
Battello in inversione di marcia presso il Pont d'Austerlitz

Il termine bateau-mouche (in italiano battello-mosca, al plurale bateaux-mouches) esisteva già nel XIX secolo per identificare imbarcazioni a scopo puramente utilitario, che servivano al trasporto di merci e eventualmente di passeggeri da un luogo all'altro su diversi fiumi e canali.
La prima occasione per la quale i bateaux-mouches furono utilizzati a scopo turistico è stata l'esposizione universale del 1867. Partendo dal Pont de l'Alma, al centro della città, il giro copre diversi luoghi, attraversando sia la Rive gauche, sia la Rive droite. Anche altre compagnie effettuano il giro turistico fluviale di Parigi (alcune prevedono la cena a bordo), come le Vedettes Parisiennes (partenza dalla Tour Eiffel) e le Vedettes du Pont Neuf (partenza dal Pont Neuf).